# Antônio Zelenkov Silvestre
Antônio Zelenkov Silvestre (Regente Feijó, 29 de abril de 1944), mais conhecido como Téia, é um ex-futebolista brasileiro que atuou como atacante.
Se tornou o artilheiro do Campeonato Paulista de 1968, sendo a primeira vez, desde a criação da Federação Paulista de Futebol, que o artilheiro não foi de um clube da capital ou do Santos.

## Carreira
Filho de mãe romena e pai brasileiro, teve como primeiro clube a Epitaciana, de Presidente Epitácio e posteriormente atuou pela AE Bancária de Fernandópolis (atual Fernandópolis FC). Após marcar 4 gols na mesma partida, foi contratado pela Ferroviária de Araraquara.
Pela Ferroviária, onde se destacou, atuou entre 1965 e 1968 e teve papel fundamental nas conquistas da Primeira Divisão de 1966 e do Bicampeonato do Interior em 1967 e 1968. Se tornou o artilheiro do Campeonato Paulista de 1968 com 20 gols marcados, superando Pelé, sendo a primeira vez, desde a criação da Federação Paulista de Futebol, que o artilheiro não foi de um clube da capital ou do Santos.
Com a camisa grená, Téia marcou 61 gols.
Depois disso, foi para o São Paulo em 1968, onde estreou em 18 de agosto. No clube, perdeu espaço com a chegada de Toninho Guerreiro.
Pelo São Paulo, conquistou o título do Campeonato Paulista de 1971, o primeiro no estádio do Morumbi, onde neste Campeonato atuou em oito jogos e marcou três gols. Seu último jogo foi em 5 de setembro do mesmo ano. Ao todo, pelo Tricolor fez 60 partidas (32 vitórias, 12 empates e 16 derrotas) e marcou 19 gols.
Foi emprestado ao São Cristovão e posteriormente conseguiu o passe livre. Pelo clube carioca, em 1972, marcou um gol contra o Flamengo que quebrou a invencibilidade de 22 jogos do time.
Ainda em 1972, atuou pelo Ceará, onde foi campeão estadual.
Em seguida, se transferiu para o Colorado do Paraná, onde ficou até o fim da carreira em 1975.

## Títulos
Ferroviária
- Campeonato Paulista - Série A2: 1966[13]

- Campeonato do Interior: 1967 e 1968

São Paulo
- Campeonato Paulista: 1971

Ceará
- Campeonato Cearense: 1972

Individual
- Artilheiro do Campeonato Paulista de 1968: 20 gols